# Exomalopsis bicellularis
Exomalopsis bicellularis är en biart som beskrevs av Michener och Jesus Santiago Moure 1957. Exomalopsis bicellularis ingår i släktet Exomalopsis och familjen långtungebin. Inga underarter finns listade i Catalogue of Life.